# Bredäng, Ronneby kommun
Bredäng är en ort i Ronneby kommun som ligger ostsydost om Ronnebyhamn.
Orten var en del av den av SCB definierade och namnsatta småorten Smedsgården och Bredäng.